# Tyrannochthonius philippinus
Espèce
Synonymes
- Morikawia philippina Beier, 1966

Tyrannochthonius philippinus est une espèce de pseudoscorpions de la famille des Chthoniidae.

## Distribution
Cette espèce est endémique de Mindanao aux Philippines. Elle se rencontre sur le mont Katanglad.

## Étymologie
Son nom d'espèce lui a été donné en référence au lieu de sa découverte, les Philippines.

## Publication originale
- Beier, 1966 : Über Pseudoskorpione von den Philippinen. Pacific Insects, vol. 8, p. 340-348.